# Tolidopalpus kalimantanensis
Tolidopalpus kalimantanensis es una especie de coleóptero de la familia Mordellidae.

## Distribución geográfica
Habita en Kalimantan.